# جون كيلي (لاعب كرة قدم مواليد 1960)
جون كيلي (بالإنجليزية: John Kelly)‏ هو لاعب كرة قدم بريطاني في مركز الوسط، ولد في 20 أكتوبر 1960 في Bebington ‏ في المملكة المتحدة. شارك مع منتخب جمهورية أيرلندا تحت 21 سنة لكرة القدم. أما مع النوادي، فقد لعب مع أولدهام أثلتيك وبريستون نورث إيند وسويندون تاون ونادي ترانمير روفرز ونادي تشستر سيتي ونادي ريل ونادي سليغو روفرز ونادي والسول وهدرسفيلد تاون.